# 王心宜
王 心宜（おう しんぎ、1983年2月20日 - ）は、台湾人の女性。台湾YoCo誘果のモデル、ピアニスト。

## 出演
- オンリー・ユー（你是我的唯一）ツバメ 役 - 公共電視台、2009年
- スウィートラブ・シューター Mei-fei役 - 2007年-2008年[1]